# Zorothis
Zorothis là một chi bướm đêm thuộc họ Erebidae.

## Loài
- Zorothis dissimilis Schaus, 1916
- Zorothis zacualpana Schaus, 1916